# 杨新华 (1950年)
杨新华（1950年—），男，裕固族，中华人民共和国政治人物，曾任甘肃省肃南县政协副主席，第十一届全国政协委员。

## 生平
2008年，当选第十一届全国政协委员，代表少数民族界，分入第四十九组。